# Alex Kuprecht

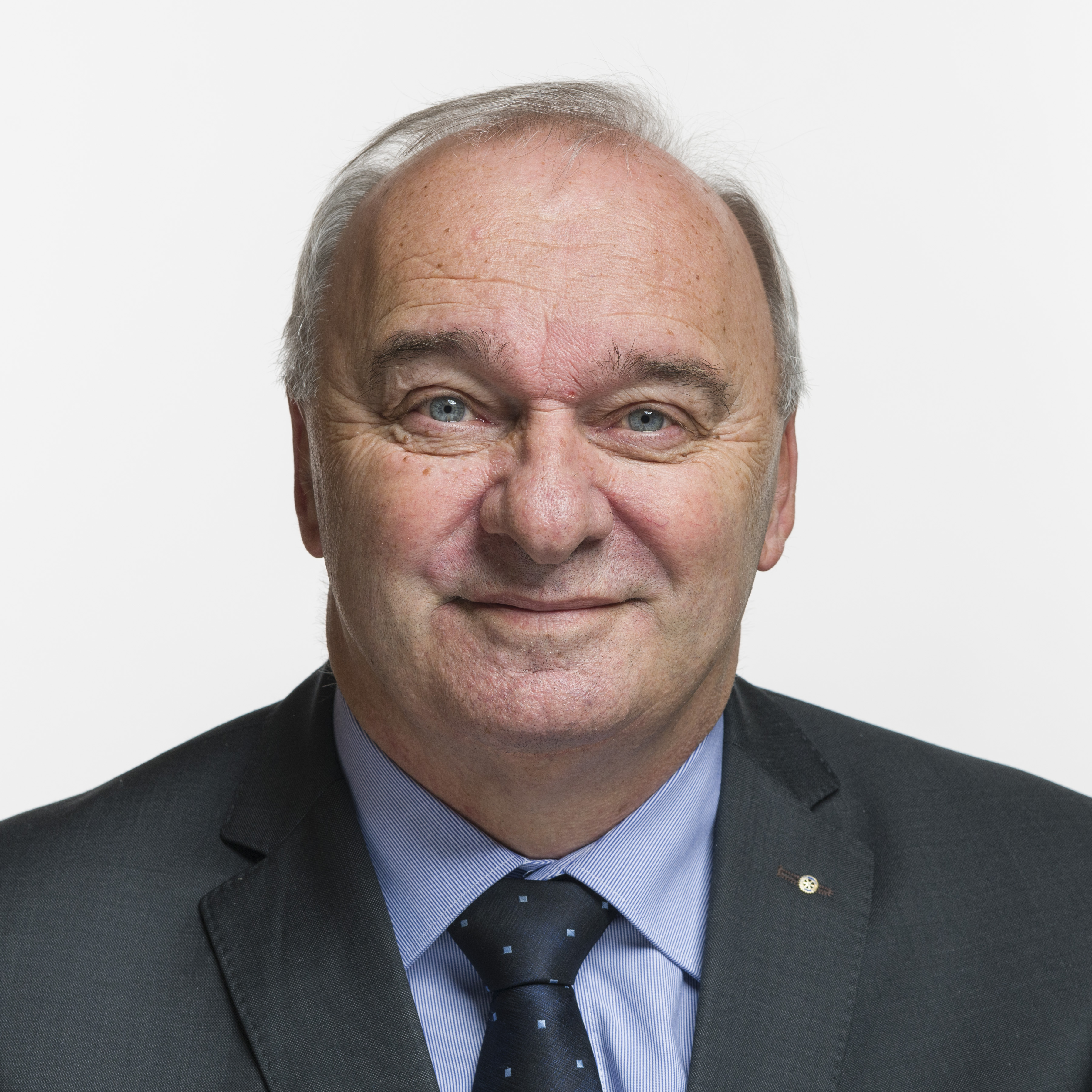
Alex Kuprecht (2019)

Alex Kuprecht (* 22. Dezember 1957 in Richterswil; heimatberechtigt in Oeschgen) ist ein Schweizer Politiker (SVP) und Mitglied des Ständerates. Im Amtsjahr 2020/21 war er Ständeratspräsident.

## Politik
Alex Kuprecht wurde 1990 in den Kantonsrat des Kantons Schwyz gewählt, dem er bis 2003 angehörte. Von 1997 bis 2001 war er Chef der SVP-Fraktion. Im Amtsjahr 2002/03 amtete er als Kantonsratspräsident. Bei den Wahlen 2003 wurde er als Vertreter des Kantons Schwyz in den Ständerat gewählt. Bei den Wahlen 2007, 2011, 2015 und 2019 wurde er jeweils bestätigt. Im Amtsjahr 2020/21 war er Ständeratspräsident. Für die Wahlen 2023 hat er nicht mehr kandidiert.
Im Januar 2012 wäre Kuprecht ins Vizepräsidium der SVP-Fraktion der Bundesversammlung gewählt worden, zog sich aber frustriert zurück, nachdem von Seiten einiger einflussreicher Zürcher Parteikollegen, die lieber Natalie Rickli im Vizepräsidium sehen wollten, ein massiver Streit vom Zaun gebrochen worden war.

## Beruf
Kuprecht ist eidg. dipl. Versicherungsfachmann, mittlerweile jedoch als «Relation Manager» und Lobbyist bei den Basler Versicherungen angestellt. Er bezeichnet sich selbst als «Sprachrohr der Versicherungswirtschaft».